# Bupalus iberaria
Bupalus iberaria là một loài bướm đêm trong họ Geometridae.